# 200 mètres nage libre féminin aux championnats du monde de natation 2024
Cet article traite de l'épreuve féminine. Pour la compétition masculine, voir 200 mètres nage libre masculin aux championnats du monde de natation 2024.
Le 200 mètres nage libre féminin est une épreuve de natation sportive des championnats du monde de natation 2024. Elle a lieu les 13 et 14 février 2024 à Doha au Qatar.

## Records
Avant cette compétition, les records dans cette discipline étaient :
| Record du monde       | 1 min 52 s 85 | Mollie O'Callaghan | 26 juillet 2023 | Fukuoka, Japon |
| Record du championnat | 1 min 52 s 85 | Mollie O'Callaghan | 26 juillet 2023 | Fukuoka, Japon |

## Résultats détaillés
Les 16 meilleurs temps se qualifient pour les demi-finales (Q), puis les 8 meilleurs demi-finalistes passent en finale (F).

### Séries
| Rang | Série | Ligne | Nageuse | Pays | Temps | Commentaire |
| ---- | ----- | ----- | ------- | ---- | ----- | ----------- |
| 1    |       |       |         |      |       | Q           |
| 2    |       |       |         |      |       | Q           |
| 3    |       |       |         |      |       | Q           |
| 4    |       |       |         |      |       | Q           |
| 5    |       |       |         |      |       | Q           |
| 6    |       |       |         |      |       | Q           |
| 7    |       |       |         |      |       | Q           |
| 8    |       |       |         |      |       | Q           |
| 9    |       |       |         |      |       | Q           |
| 10   |       |       |         |      |       | Q           |
| 11   |       |       |         |      |       | Q           |
| 12   |       |       |         |      |       | Q           |
| 13   |       |       |         |      |       | Q           |
| 14   |       |       |         |      |       | Q           |
| 15   |       |       |         |      |       | Q           |
| 16   |       |       |         |      |       | Q           |
| 17   |       |       |         |      |       |             |
| 18   |       |       |         |      |       |             |
| 19   |       |       |         |      |       |             |
| 20   |       |       |         |      |       |             |
| 21   |       |       |         |      |       |             |
| 22   |       |       |         |      |       |             |
| 23   |       |       |         |      |       |             |
| 24   |       |       |         |      |       |             |
| 25   |       |       |         |      |       |             |

### Demi-finales
| Rang | Série | Ligne | Nageuse              | Pays             | Temps   | Commentaire                |
| ---- | ----- | ----- | -------------------- | ---------------- | ------- | -------------------------- |
| 1    | 1     | 4     | Erika Fairweather    | Nouvelle-Zélande | 1:55.75 | F                          |
| 2    | 1     | 5     | Siobhán Haughey      | Hong Kong        | 1:56.04 | F                          |
| 3    | 2     | 7     | Shayna Jack          | Australie        | 1:56.80 | F                          |
| 4    | 1     | 6     | Barbora Seemanová    | Tchéquie         | 1:57.00 | F                          |
| 5    | 2     | 2     | Brianna Throssell    | Australie        | 1:57.09 | F                          |
| 6    | 2     | 6     | Maria Fernanda Costa | Brésil           | 1:57.11 | F Record d'Amérique du Sud |
| 7    | 2     | 4     | Li Bingjie           | Chine            | 1:57.13 | F                          |
| 8    | 2     | 5     | Nikolett Pádár       | Hongrie          | 1:57.13 | F                          |
| 9    | 1     | 3     | Marrit Steenbergen   | Pays-Bas         | 1:57.30 |                            |
| 10   | 2     | 3     | Ai Yanhan            | Chine            | 1:57.33 |                            |
| 11   | 2     | 1     | Rebecca Smith        | Canada           | 1:58.08 |                            |
| 12   | 1     | 2     | Addison Sauickie     | États-Unis       | 1:58.51 |                            |
| 13   | 1     | 7     | Valentine Dumont     | Belgique         | 1:58.57 |                            |
| 14   | 1     | 1     | Daria Golovaty       | Israël           | 1:59.36 |                            |
| 15   | 2     | 8     | Janja Šegel          | Slovénie         | 1:59.95 |                            |
| 16   | 1     | 8     | Janna van Kooten     | Pays-Bas         | 2:00.44 |                            |

### Finale
| Rang               | Ligne | Nageuse              | Pays             | Temps         | Commentaire              |
| ------------------ | ----- | -------------------- | ---------------- | ------------- | ------------------------ |
| Médaille d'or      | 5     | Siobhán Haughey      | Hong Kong        | 1 min 54 s 89 |                          |
| Médaille d'argent  | 4     | Erika Fairweather    | Nouvelle-Zélande | 1 min 55 s 77 |                          |
| Médaille de bronze | 2     | Brianna Throssell    | Australie        | 1 min 56 s 00 |                          |
| 4                  | 6     | Barbora Seemanová    | Tchéquie         | 1 min 56 s 13 |                          |
| 5                  | 7     | Maria Fernanda Costa | Brésil           | 1 min 56 s 85 | Record d'Amérique du Sud |
| 6                  | 8     | Nikolett Padar       | Hongrie          | 1 min 56 s 89 |                          |
| 7                  | 3     | Shayna Jack          | Australie        | 1 min 57 s 25 |                          |
| 8                  | 1     | Ai Yanhan            | Chine            | 1 min 57 s 53 |                          |